# فگورا
فگورا 
(به مالتی: Fgura) شهری در ناحیهٔ هاربور جنوبی واقع در کشور مالت است که در سال ۱۹۹۵ میلادی ۱۱٫۰۴۲ نفر جمعیت داشته اما جمعیت آن در سال ۲۰۰۵ میلادی ۱۱٫۲۷۶ نفر بوده‌است.